# Hemidactylus modestus
Espèce
Synonymes
- Bunocnemis modestus Günther, 1894

Statut de conservation UICN

 DD  : Données insuffisantes
Hemidactylus modestus est une espèce de geckos de la famille des Gekkonidae.

## Répartition
Cette espèce est endémique du Kenya.

## Publication originale
- Günther, 1894 : Report on the collection of reptiles and fishes made by Dr. J. W. Gregory during his expedition to Mount Kenia. Proceedings of the Zoological Society of London, vol. 1894, p. 84-91 (texte intégral).